# Coupe du Monde de Touch
La Coupe du Monde de Touch (Touch World Cup) est une compétition internationale de Touch Rugby se déroulant ordinairement tous les quatre ans. Cette coupe, créée en 1988, est ouverte à toutes les fédérations reconnues par la Fédération Internationale de Touch. La première édition s'est déroulée en 1988 en Australie avec cinq nations participantes et pas moins de 17 équipes. La fédération française (Touch France) y participe depuis 2007.

## Les catégories
Lors d'une Coupe du Monde de Touch, diverses catégories sont représentées et chaque nation peut fournir une équipe au sein de celles-ci.
- Mixed Open (équipe mixte sans limite d'âge)
- Women's Open (équipe féminine sans limite d'âge)
- Men's Open (équipe masculine sans limite d'âge)
- Women’s 27’s (équipe féminine de plus de 27 ans) - anciennement Women’s 30’s (équipe féminine de plus de 30 ans)
- Men’s 30’s (équipe masculine de plus de 30 ans)
- Mixed 30's (équipe mixte senior - hommes de plus de 30 ans et femmes de plus de 27 ans)
- Men’s 35’s (équipe masculine de plus de 35 ans)
- Women’s 35’s (équipe féminine de plus de 35 ans)
- Men’s 40’s (équipe masculine de plus de 40 ans)
- Men’s 45’s (équipe masculine de plus de 45 ans)
- Men’s 50’s (équipe masculine de plus de 50 ans)
- Men's 55's (équipe masculine de plus de 55 ans)

## Les différentes Coupe du Monde

### 1988 - Australie (Gold Coast)
Date : 14–16 novembre 1988
Participants : 5 (Australie, Canada, États-Unis, Nouvelle-Zélande, Papouasie-Nouvelle-Guinée)
Lieu : Carrara Stadium, Gold Coast, Queensland, Australie
| Catégorie    | Vainqueur | Finaliste        | Nombre d'équipes engagées |
| ------------ | --------- | ---------------- | ------------------------- |
| Men's Open   | Australie | Nouvelle-Zélande | 4                         |
| Women's Open | Australie | Nouvelle-Zélande | 4                         |
| Mixed Open   | Australie | Nouvelle-Zélande | 4                         |
| Men’s 35’s   | Australie | Nouvelle-Zélande | 5                         |

### 1991 - Nouvelle-Zélande (Auckland)[2]
Date : 3–7 décembre 1991
Participants : 9 (Australie, Îles Cook, Fidji, Japon, Niue, Nouvelle-Zélande, Papouasie-Nouvelle-Guinée, Samoa, Tokelau)
Lieu : Avondale Racecourse, Auckland, Nouvelle-Zélande
| Catégorie    | Vainqueur        | Finaliste        | Nombre d'équipes engagées |
| ------------ | ---------------- | ---------------- | ------------------------- |
| Men's Open   | Australie        | Nouvelle-Zélande | 9                         |
| Women's Open | Australie        | Nouvelle-Zélande | 6                         |
| Mixed Open   | Australie        | Nouvelle-Zélande | 6                         |
| Men’s 30’s   | Australie        | Nouvelle-Zélande | 7                         |
| Women’s 30’s | Nouvelle-Zélande | Australie        | 5                         |
| Men’s 35’s   | Australie        | Nouvelle-Zélande | 6                         |

### 1995 - États-Unis, Hawaï (Waikiki)[3]
Date : 21–25 mars 1995
Participants : 11 (Afrique du Sud, Australie, États-Unis, Îles Cook, Japon, Niue, Nouvelle-Zélande, Papouasie-Nouvelle-Guinée, Samoa, Samoa américaines, Tonga)
Lieu : Kapiolani Park, Waikiki, Hawaii, États-Unis
| Catégorie    | Vainqueur | Finaliste        | Nombre d'équipes engagées |
| ------------ | --------- | ---------------- | ------------------------- |
| Men's Open   | Australie | Nouvelle-Zélande | 8                         |
| Women's Open | Australie | Nouvelle-Zélande | 6                         |
| Mixed Open   | Australie | Nouvelle-Zélande | 8                         |
| Men’s 30’s   | Australie | Nouvelle-Zélande | 7                         |
| Women’s 30’s | Australie | Nouvelle-Zélande | 5                         |
| Men’s 35’s   | Australie | Nouvelle-Zélande | 5                         |
| Men’s 40’s   | Australie | Nouvelle-Zélande | 3                         |

### 1999 - Australie (Sydney)[4],[5]
Date : 21–24 avril 1999
Participants : 19 (Afrique du Sud, Angleterre, Australie, Écosse, États-Unis, Îles Cook, Italie, Japon, Liban, Niue, Nouvelle-Zélande, Papouasie-Nouvelle-Guinée, Pays-de-Galles, Salomon, Samoa, Samoa américaines, Singapour, Tokelau, Tonga)
Lieu : David Phillips Sports Complex, Daceyville, Sydney, Australie
| Catégorie    | Vainqueur        | Finaliste        | Nombre d'équipes engagées |
| ------------ | ---------------- | ---------------- | ------------------------- |
| Men's Open   | Australie        | Nouvelle-Zélande | 13                        |
| Women's Open | Australie        | Nouvelle-Zélande | 8                         |
| Mixed Open   | Nouvelle-Zélande | Australie        | 15                        |
| Men’s 30’s   | Australie        | Liban            | 12                        |
| Women’s 30’s | Australie        | Nouvelle-Zélande | 5                         |
| Senior Mixed | Nouvelle-Zélande | Australie        | 5                         |
| Men’s 35’s   | Australie        | Nouvelle-Zélande | 4                         |
| Men’s 40’s   | Australie        | Nouvelle-Zélande | 5                         |

### 2003 - Japan (Kumagaya)[6]
Date : 24–28 mai 2003
Participants : 10 (Afrique du Sud, Australie, Écosse, États-Unis, Japon, Niue, Nouvelle-Zélande, Pays-de-Galles, Singapour, Thaïlande)
Lieu : Kumagaya Rugby Complex, Kumagaya, Japon
| Catégorie    | Vainqueur | Finaliste        | Nombre d'équipes engagées |
| ------------ | --------- | ---------------- | ------------------------- |
| Men's Open   | Australie | Nouvelle-Zélande | 6                         |
| Women's Open | Australie | Nouvelle-Zélande | 5                         |
| Mixed Open   | Australie | Nouvelle-Zélande | 7                         |
| Men’s 30’s   | Australie | Nouvelle-Zélande | 5                         |
| Men’s 35’s   | Australie | Nouvelle-Zélande | 4                         |

### 2007 - Afrique du Sud (Stellenbosch)[7]
Date : 17–21 janvier 2007

Logo 2007 Touch World Cup

Participants : 15 (Afrique du Sud, Angleterre, Australie, Écosse, États-Unis, Fidji, France, Italie, Japon, Jersey, Liban, Nouvelle-Zélande, Pays-de-Galles, Samoa, Singapour)
Lieu : Danie Craven Stadium, Stellenbosch, Afrique du Sud
Première participation de la France (Touch France) à une Coupe du Monde de Touch
| Catégorie    | Vainqueur        | Finaliste        | Nombre d'équipes engagées |
| ------------ | ---------------- | ---------------- | ------------------------- |
| Men's Open   | Australie        | Nouvelle-Zélande | 8                         |
| Women's Open | Australie        | Nouvelle-Zélande | 8                         |
| Mixed Open   | Nouvelle-Zélande | Australie        | 6                         |
| Senior Mixed | Nouvelle-Zélande | Australie        | 7                         |
| Men’s 30’s   | Australie        | Samoa            | 8                         |
| Men’s 35’s   | Australie        | Afrique du Sud   | 4                         |

### 2011 - Écosse (Édimbourg)[9]
Date : 22–26 juin 2011

Logo 2011 Touch World Cup

Participants : 26 (Afrique du Sud, Allemagne, Angleterre, Australie, Autriche, Bailliage de Guernesey, Belgique, Catalogne, Écosse, Espagne, États-Unis, Fidji, France, Hongrie, Îles Cook, Irlande, Italie, Japon, Jersey, Luxembourg, Niue, Nouvelle-Zélande, Pays-Bas, Pays-de-Galles, Singapour, Suisse)
Lieu : Peffermill Sports Centre, Édimbourg, Écosse
La Coupe du Monde de Touch 2011 fut la première sur le continent européen. À ce titre, une multitude de nouvelles fédérations a rejoint la compétition. L'Espagne, la Suisse, l'Allemagne voie la Catalogne (reconnue comme fédération indépendante de celle d'Espagne) en sont les meilleurs exemples.
| Catégorie    | Vainqueur        | Finaliste        | Nombre d'équipes engagées |
| ------------ | ---------------- | ---------------- | ------------------------- |
| Men's Open   | Australie        | Nouvelle-Zélande | 15                        |
| Women's Open | Australie        | Nouvelle-Zélande | 11                        |
| Mixed Open   | Australie        | Nouvelle-Zélande | 19                        |
| Senior Mixed | Nouvelle-Zélande | Australie        | 7                         |
| Men’s 30’s   | Australie        | Angleterre       | 10                        |
| Men’s 35’s   | Australie        | Afrique du Sud   | 11                        |
| Men’s 40’s   | Nouvelle-Zélande | Australie        | 10                        |

### 2015 - Australie (Coffs Harbour)[11],[12]
Date : 29 avril - 3 mai, 2015

Logo 2015 Touch World Cup

Participants : 25 (Afrique du Sud, Allemagne, Angleterre, Australie, Chili, Chine, Écosse, Émirats arabes unis, États-Unis, Fidji, France, Hong Kong, Îles Cook, Irlande, Italie, Japon, Malaisie, Niue, Nouvelle-Zélande, Papouasie-Nouvelle-Guinée, Pays-Bas, Pays-de-Galles, Philippines, Samoa, Singapour)
Lieu : Coffs Harbour International Stadium, Coffs Harbour, Australie
| Catégorie    | Vainqueur        | Finaliste        | Nombre d'équipes engagées |
| ------------ | ---------------- | ---------------- | ------------------------- |
| Men's Open   | Australie        | Nouvelle-Zélande | 16                        |
| Women's Open | Australie        | Nouvelle-Zélande | 14                        |
| Mixed Open   | Australie        | Nouvelle-Zélande | 22                        |
| Women’s 27’s | Australie        | Nouvelle-Zélande | 5                         |
| Senior Mixed | Australie        | Nouvelle-Zélande | 6                         |
| Men’s 30’s   | Australie        | Îles Cook        | 7                         |
| Men’s 35’s   | Nouvelle-Zélande | Australie        | 6                         |
| Men’s 40’s   | Australie        | Nouvelle-Zélande | 9                         |
| Men’s 50’s   | Australie        | Italie           | 5                         |

### 2019 - Malaisie (Putrajaya)[14],[15]
Date : 29 avril - 4 mai, 2019

Logo 2019 Touch World Cup

Participants : 28 (Afrique du Sud, Allemagne, Angleterre, Australie, Belgique, Chili, Chine, Écosse, Émirats arabes unis, États-Unis, Europe, Fidji, France, Grande Bretagne, Hong Kong, Îles Cook, Irlande, Italie, Japon, Malaisie, Nouvelle-Zélande, Papouasie-Nouvelle-Guinée, Pays-Bas, Pays-de-Galles, Philippines, Samoa, Singapour, Taipei Chinois)
Lieu : Taman Ekuestrian Putrajaya (Centre Equestre), Putrajaya, Malaisie
| Catégorie    | Vainqueur        | Finaliste        | Nombre d'équipes engagées |
| ------------ | ---------------- | ---------------- | ------------------------- |
| Men's Open   | Australie        | Nouvelle-Zélande | 17                        |
| Women's Open | Australie        | Nouvelle-Zélande | 17                        |
| Mixed Open   | Australie        | Nouvelle-Zélande | 22                        |
| Women’s 27’s | Nouvelle-Zélande | Australie        | 4                         |
| Senior Mixed | Australie        | Îles Cook        | 11                        |
| Men’s 30’s   | Australie        | Afrique du Sud   | 8                         |
| Men’s 35’s   | Australie        | Nouvelle-Zélande | 6                         |
| Women's 35's | Australie        | Nouvelle-Zélande | 4                         |
| Men’s 40’s   | Nouvelle-Zélande | Australie        | 13                        |
| Men's 45's   | Australie        | Nouvelle-Zélande | 6                         |
| Men’s 50’s   | Nouvelle-Zélande | Australie        | 6                         |

### 2024 - Angleterre (Nottingham)[16]
Date : 15 juillet - 21 juillet, 2024
Participants : 39 (Afrique du Sud, Allemagne, Angleterre, Australie, Belgique, Chili, Chine, Écosse, Emirats Arabes Unis, Espagne,États-Unis, Fidji, France, Guernesey, Hong Kong, Îles Caïmans, ïles Cook, Irlande, Italie, Japon, Jersey, Liban, Luxembourg, Malaisie, Nouvelle-Zélande, Oman, Papouasie-Nouvelle-Guinée, Pays-Bas, Pays-de-Galles, Philippines, Portugal, Samoa, Singapour, Suède, Suisse, Taipei Chinois, Thaïlande, Tonga,)
Lieu : Highfields Sports Complex & Nottigham Hockey Center et Riverside Sports Complex, Nottigham, Angleterre
| Catégorie    | Vainqueur        | Finaliste        | Nombre d'équipes engagées |
| ------------ | ---------------- | ---------------- | ------------------------- |
| Men's Open   | Australie        | Nouvelle-Zélande | 20                        |
| Women's Open | Australie        | Nouvelle-Zélande | 21                        |
| Mixed Open   | Australie        | Nouvelle-Zélande | 28                        |
| Women’s 27’s | Australie        | Angleterre       | 10                        |
| Senior Mixed | Australie        | Nouvelle-Zélande | 18                        |
| Men’s 30’s   | Australie        | Nouvelle-Zélande | 20                        |
| Men’s 35’s   | Australie        | Nouvelle-Zélande | 8                         |
| Women's 35's | Australie        | Angleterre       | 8                         |
| Men’s 40’s   | Nouvelle-Zélande | Australie        | 17                        |
| Men's 45's   | Australie        | Nouvelle-Zélande | 14                        |
| Men’s 50’s   | Australie        | Nouvelle-Zélande | 14                        |
| Men's 55's   | Australie        | Nouvelle-Zélande | 5                         |